# 마지막 시도
"마지막 시도"는 1998년에 개봉한 대한민국의 영화이다.

## 캐스팅
- 독고영재 : 정진욱 역
- 노현정 : 윤미라 역
- 박주연 : 이혜지 역
- 허준호 : 박철규 역
- 김주영 : 서 박사 역
- 박준규 : 이 기자 역
- 김광인 : 연극배우 1 역
- 권미나 : 연극배우 2 역
- 전혜정 : 연극배우 3 역
- 조인경 : 마담 역
- 신양균 : 사내 1 역
- 송인혁 : 사내 2 역
- 김경수 : 신랑 역
- 김미애 : 호텔여 역
- 신진성 : 남자 역
- 김신희 : 주부 1 역
- 이선아 : 주부 2 역
- 박종민 : 태복 역
- 노명륜 : 피아니스트 역
- 이미순 : 여점원 1 역
- 장수연 : 여점원 2 역
- 이근혜 : 간호사 역
- 강성진 : 환자 1 역
- 유진수 : 환자 2 역
- 양정아 : 신부 역